# ري فارغاس
ري فارغاس (بالإسبانية: Rey Geovani Vargas Roldán)‏ (25 نوفمبر 1990 بمدينة مكسيكو في المكسيك - ) هو ملاكم مكسيكي.

## إحصائيات
خاض خلال مسيرته 33 نزالا، فاز في 33 ولم يتعادل ولم يخسر. فاز بالضربة القاضية في 22 نزالا.

## روابط خارجية
- ري فارغاس على موقع بوكس ريك (الإنجليزية) (registration required)